# 하이랜더스 (럭비)
하이랜더스(Highlanders) 또는 이전 명칭인 오타고 하이랜더스(Otago Highlanders)는 1996년 창단한 뉴질랜드의 프로 럭비 유니온 팀이다. 수퍼 15에 참가하며 더니딘을 연고로 하며 홈구장은 카리스브룩 스타디움이다.

## 우승 기록
- 우승 - 0회
- 준우승 - 1회(1999)